# Saint-Michel-de-Chaillol
Pour les articles homonymes, voir Saint-Michel.
Saint-Michel-de-Chaillol est une commune française située dans la vallée du Champsaur, dans le département des Hautes-Alpes en région Provence-Alpes-Côte d'Azur.

## Géographie

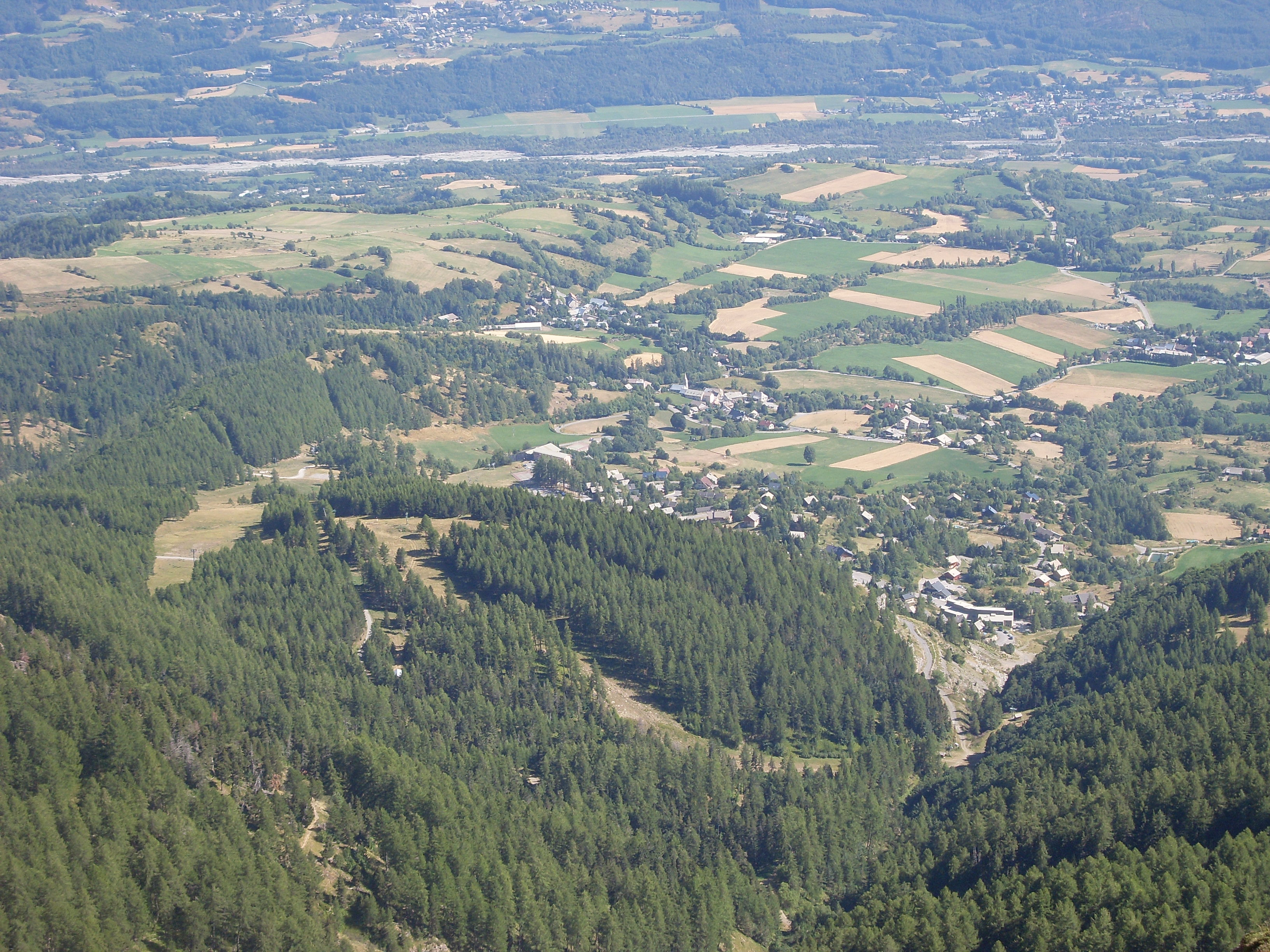
Tous les hameaux de Chaillol vus du col du Viallet.

Commune au nord de la vallée du Champsaur à 1 450 mètres d'altitude. Elle se situe à 30 kilomètres au nord de Gap. On peut y accéder par La Villette, Saint-Michel et Saint-Bonnet.
Le territoire de la commune est exposé sud sur les contreforts du Vieux Chaillol, ce qui lui donne un ensoleillement exceptionnel. Pour la même raison, ce fut la première commune du département à bénéficier de la télévision. 
Le point culminant de la commune est le pic du Tourond (2 745 mètres). Mais le pic Queyrel (2 440 mètres) est un sommet plus facile d'accès, d'où la vue embrasse tout le Champsaur, le massif du Dévoluy jusqu'à l'Obiou, et même à l'horizon la Barre des Écrins au-delà du col de Londonnière.
La commune regroupe différents hameaux : Saint Michel, Chaillol, les Marrons, la Fromentière, le Moulin, la Villette, Chaillolet, Chaillol 1600.
La station de ski de Chaillol s'étend de 1 500 à 1 990 mètres.

### Hydrographie
La commune est traversée par plusieurs ruisseaux dont le Buissard, qui prend sa source dans le cirque du col de la Pisse et se jette dans le Drac au niveau de la drague de Buissard, et le Riou Mort, qui prend sa source sur les contreforts du Soleil-Bœuf et se jette dans le Drac au niveau de la base de loisirs de Chabottes. Ces deux ruisseaux sont gelés l'hiver et asséchés l'été : Les seuls périodes où les ruisseaux sont alimentés sont l'automne (après les pluies), les printemps (à la fonte des neiges) et l'été seulement lorsqu'il y a des orages. En été, l'eau s'infiltre dans le gravier du lit. Le seul moyen de voir les eaux des Riou Mort et du Riou de Buissard est de monter vers les sources et les apercevoir ruisselantes sur la Roche mère.

### Climat
Pour des articles plus généraux, voir Climat de Provence-Alpes-Côte d'Azur et Climat des Hautes-Alpes.
En 2010, le climat de la commune est de type climat de montagne, selon une étude du Centre national de la recherche scientifique s'appuyant sur une série de données couvrant la période 1971-2000. En 2020, Météo-France publie une typologie des climats de la France métropolitaine dans laquelle la commune est exposée à un climat de montagne ou de marges de montagne et est dans la région climatique Alpes du sud, caractérisée par une pluviométrie annuelle de 850 à 1 000 mm, minimale en été.
Pour la période 1971-2000, la température annuelle moyenne est de 6,9 °C, avec une amplitude thermique annuelle de 15,8 °C. Le cumul annuel moyen de précipitations est de 1 140 mm, avec 8,2 jours de précipitations en janvier et 6,7 jours en juillet. Pour la période 1991-2020, la température moyenne annuelle observée sur la station météorologique de Météo-France la plus proche, « St Jean-St-Nicolas », sur la commune de Saint-Jean-Saint-Nicolas à 5 km à vol d'oiseau, est de 8,8 °C et le cumul annuel moyen de précipitations est de 943,2 mm. 
La température maximale relevée sur cette station est de 34,1 °C, atteinte le 28 juin 2019 ; la température minimale est de −19,7 °C, atteinte le 5 février 2012,,.
Les paramètres climatiques de la commune ont été estimés pour le milieu du siècle (2041-2070) selon différents scénarios d'émission de gaz à effet de serre à partir des nouvelles projections climatiques de référence DRIAS-2020. Ils sont consultables sur un site dédié publié par Météo-France en novembre 2022.

## Urbanisme

### Typologie
Au 1er janvier 2024, Saint-Michel-de-Chaillol est catégorisée commune rurale à habitat dispersé, selon la nouvelle grille communale de densité à 7 niveaux définie par l'Insee en 2022.
Elle est située hors unité urbaine. Par ailleurs la commune fait partie de l'aire d'attraction de Gap, dont elle est une commune de la couronne,. Cette aire, qui regroupe 73 communes, est catégorisée dans les aires de 50 000 à moins de 200 000 habitants,.

### Occupation des sols
L'occupation des sols de la commune, telle qu'elle ressort de la base de données européenne d’occupation biophysique des sols Corine Land Cover (CLC), est marquée par l'importance des forêts et milieux semi-naturels (69,7 % en 2018), en diminution par rapport à 1990 (77,2 %). La répartition détaillée en 2018 est la suivante : 
forêts (29,7 %), espaces ouverts, sans ou avec peu de végétation (23,6 %), zones agricoles hétérogènes (21,1 %), milieux à végétation arbustive et/ou herbacée (16,4 %), prairies (7,4 %), zones urbanisées (1,7 %).
L'évolution de l’occupation des sols de la commune et de ses infrastructures peut être observée sur les différentes représentations cartographiques du territoire : la carte de Cassini (XVIIIe siècle), la carte d'état-major (1820-1866) et les cartes ou photos aériennes de l'IGN pour la période actuelle (1950 à aujourd'hui).

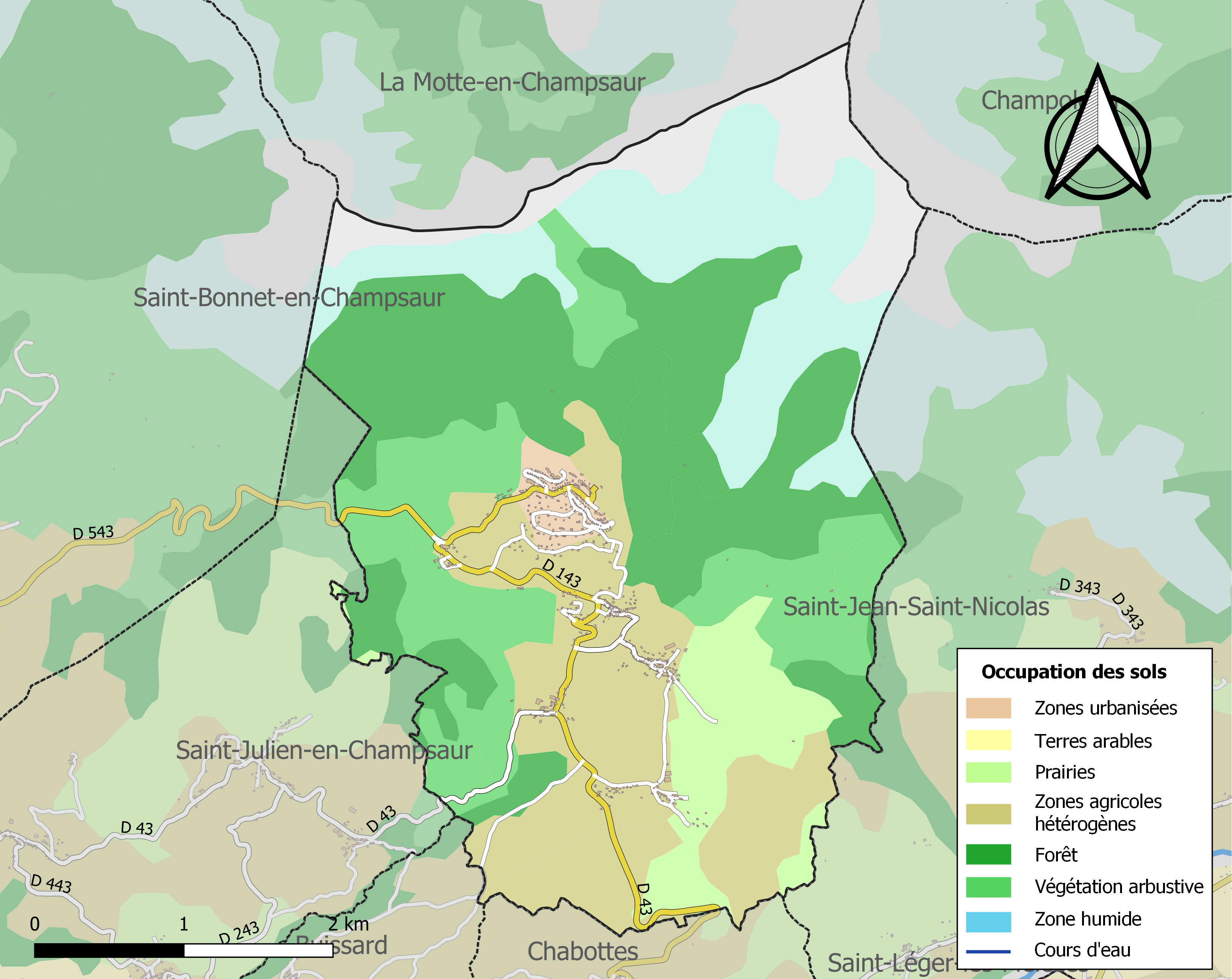
Carte de l'occupation des sols de la commune en 2018 (CLC).

## Économie
L'économie de Saint-Michel-de-Chaillol repose principalement sur  le tourisme hivernal et estival : locations et achat d'équipements de randonnée, restaurants, locations d'appartements.
Cependant, la majorité des habitants de Chaillol vivent ou vivaient de l'agriculture.

## Toponymie
La paroisse est attestée sous la forme Parrochia Sancti Michaelis  en 1334.
Sant Micheu de Chaiòu en occitan.
Saint Michel de Chaillol s'est placée sous la protection de saint Michel.
Chaillol est un toponyme avec le sens de « lieu caillouteux » évoquant le Vieux Chaillol.

## Histoire
Vers 1350, Chaillol faisait partie d'un mandement particulier appelé Mandement de Montorcier.
En septembre 1692, les coureurs de l'armée du Duc de Savoie brûlent Chaillol.
En 1742, un arrêt du parlement unit les deux communautés de Saint-Michel et Saint-Pierre de Chaillol et impose le nom de Guillaume-Faudon (noms des anciens seigneurs). Cette dénomination n'a pas été approuvé par la population.

Le 19 mars 1838, le nom Saint-Michel est érigé par ordonnance. 

## Politique et administration
| Période                                  | Période  | Identité          | Étiquette | Qualité                                         |
| ---------------------------------------- | -------- | ----------------- | --------- | ----------------------------------------------- |
| Les données manquantes sont à compléter. |          |                   |           |                                                 |
| avant 1988                               | ?        | Charles Faure     |           |                                                 |
| mars 2001                                | En cours | Gérard Blanchard, |           | Ancien artisan, commerçant ou chef d'entreprise |

## Démographie
L'évolution du nombre d'habitants est connue à travers les recensements de la population effectués dans la commune depuis 1793. Pour les communes de moins de 10 000 habitants, une enquête de recensement portant sur toute la population est réalisée tous les cinq ans, les populations de référence des années intermédiaires étant quant à elles estimées par interpolation ou extrapolation. Pour la commune, le premier recensement exhaustif entrant dans le cadre du nouveau dispositif a été réalisé en 2008.

En 2022, la commune comptait 367 habitants, en évolution de +13,27 % par rapport à 2016 (Hautes-Alpes : +0,4 %, France hors Mayotte : +2,11 %).
| 1793 | 1800 | 1806 | 1821 | 1831 | 1836 | 1841 | 1846 | 1851 |
| ---- | ---- | ---- | ---- | ---- | ---- | ---- | ---- | ---- |
| 535  | 570  | 576  | 556  | 604  | 573  | 538  | 579  | 598  |

| 1856 | 1861 | 1866 | 1872 | 1876 | 1881 | 1886 | 1891 | 1896 |
| ---- | ---- | ---- | ---- | ---- | ---- | ---- | ---- | ---- |
| 588  | 550  | 516  | 510  | 507  | 505  | 513  | 452  | 420  |

| 1901 | 1906 | 1911 | 1921 | 1926 | 1931 | 1936 | 1946 | 1954 |
| ---- | ---- | ---- | ---- | ---- | ---- | ---- | ---- | ---- |
| 403  | 380  | 356  | 345  | 310  | 297  | 283  | 259  | 239  |

| 1962 | 1968 | 1975 | 1982 | 1990 | 1999 | 2006 | 2008 | 2013 |
| ---- | ---- | ---- | ---- | ---- | ---- | ---- | ---- | ---- |
| 231  | 232  | 253  | 316  | 336  | 301  | 328  | 334  | 318  |

| 2018 | 2022 | - | - | - | - | - | - | - |
| ---- | ---- | - | - | - | - | - | - | - |
| 346  | 367  | - | - | - | - | - | - | - |

## Lieux, spécificités et monuments des différents hameaux

### Le Chef-Lieu

Clocher et presbytère de l'église Saint-Pierre.

Le chef lieu est situé au centre de la commune, il est entouré par les différents hameaux (Chaillolet, la Fromentière, les Marrons, le Moulin, la Villette, Saint-Michel, le Serre, la Station). On y trouve la Mairie, une agence postale, une bibliothèque, une école, deux centres de vacances, une église, un jardin montagnard et une auberge.
Le village de Chaillol a gardé une partie de ses traditions d'autrefois. En effet, le village possède trois fontaines dont un lavoir et un four à pain.
Le clocher de l'église Saint-Pierre a été restaurée en 2008. Le tuf de réemploi de la flèche provient de la carrière de Boscodon et le reste des pierre proviennent de Chine. La toiture de l'église a été rénovée en 2016.
Le village est connu aussi pour le festival de Chaillol, qui se déroule entre juillet et août, avec une programmation de musique classique, jazz et du monde (église du hameau de Saint-Michel, en contrebas des Marrons).
En hiver, il est possible de pratiquer le ski au départ de la station Chaillol 1600 et du Chef-lieu (les deux hameaux sont connectés grâce à un téléski).

### Hameau des Marrons
Le hameau des Marrons est situé au pied de massifs prisés par les randonneurs, dont certains des sommets les plus connus de la vallée tels que le Vieux Chaillol, le Palastre ou encore le pic Queyrel et de certains cols tels que  le col de la Pisse ou le col du Viallet.

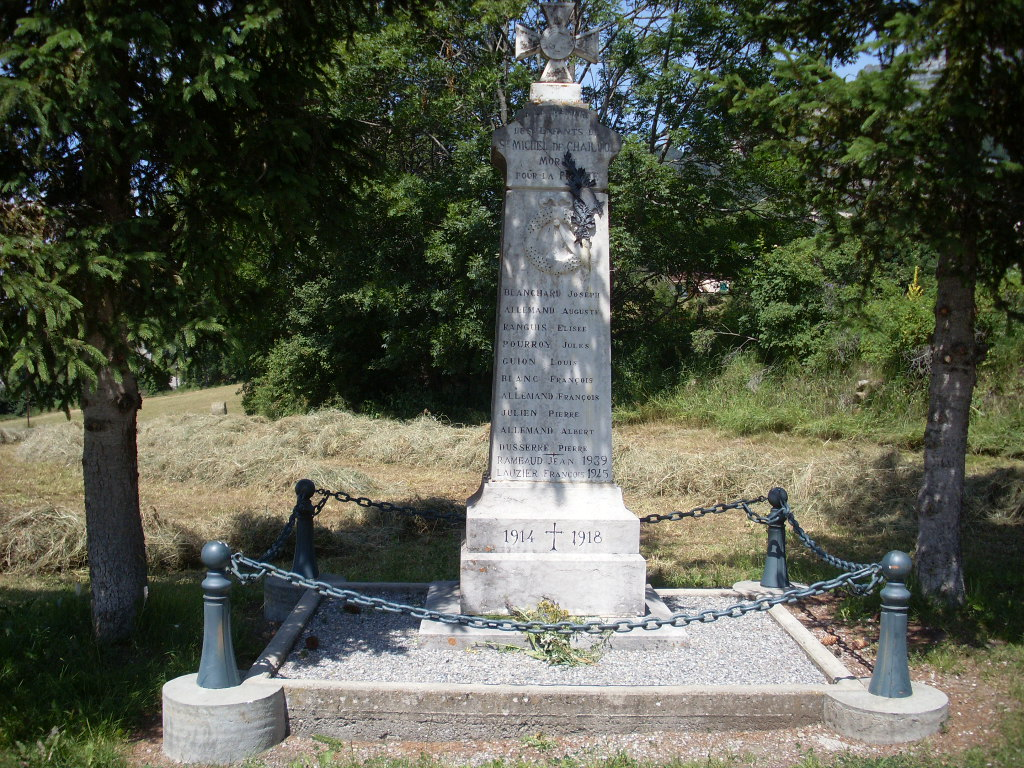
Monument aux morts pour la France, à la sortie des Marrons.
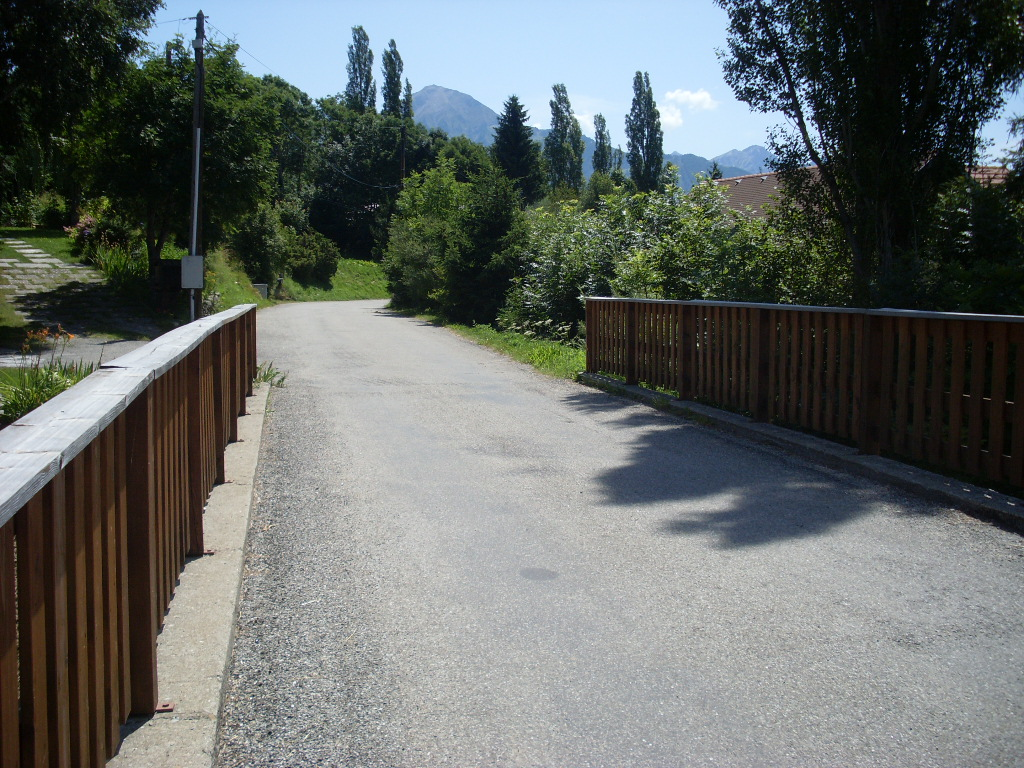
Pont des Marrons.
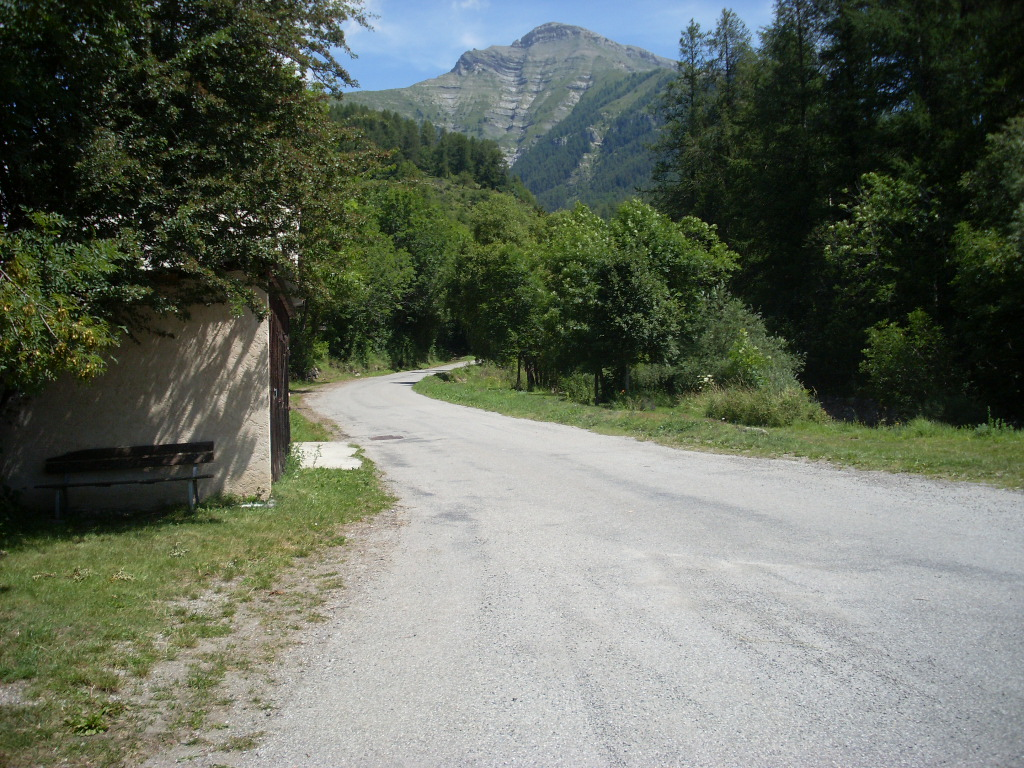
Route reliant le hameau des Marrons à Saint-Michel-de-Chaillol. Au fond, le Soleil-Bœuf.

### La Villette
La Villette possède une roue à aubes en bois, une petite église au plafond peint, un abri navette en troncs d'arbre, un four à pain avec une fontaine, et un swing golf.

### Saint-Michel
Le hameau de Saint-Michel possède la deuxième plus grande église du village de Saint-Michel-de-Chaillol, deux ponts, certes petits, mais fort bien décorés de vasques de fleurs et d'un monument aux morts pour la France. Saint-Michel se trouve à 800 mètres du hameau des Marrons. Ce village possède de nombreuses fontaines.

### Chaillol 1600

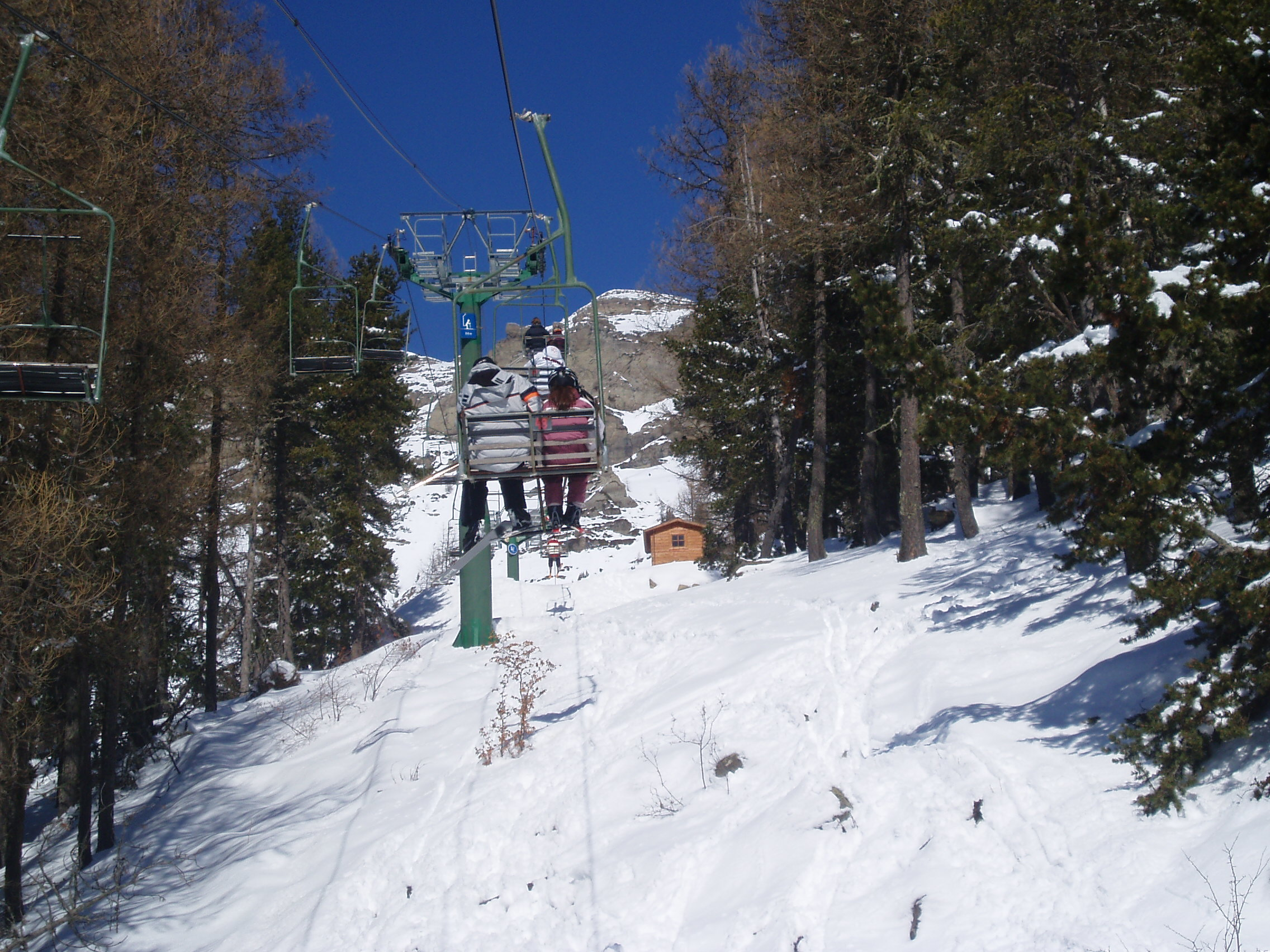
Arrivée du télésiège de la Lauzière (1990 mètres).

Chaillol 1600 est une petite station de ski familiale qui se situe au-dessus du village de Saint-Michel-de-Chaillol. On y trouve une école du ski français, un office du tourisme, le départ du télésiège du Clot Chenu (premier télésiège LST de France) et du télésiège de la Lozière, deux téléskis, une pizzeria, deux bar-restaurant, un magasin de souvenirs qui fait dépôt de pain et de quelques denrées essentielles, deux magasins de location de matériels sportifs été/hiver.
La station de Chaillol 1600, autrement nommé le Pinateau, du nom du hameau où elle se situe, fait partie d'un syndicat mixte de trois stations : Laye, Saint-léger-les-mélèzes et Chaillol 1600. Il est important de préciser qu'elles ne communiquent pas entre elles, mais un même forfait peut servir pour ces trois stations. Des navettes font la liaison entre elles, gratuitement sur simple présentation du forfait.
La station de Chaillol possède 13 kilomètres de pistes de ski alpin (4 rouges, 4 bleues, 3 vertes, un jardin des neiges) et possède un parc de remontées mécaniques dont font partie deux télésièges et 7 téléskis.
- Église Saint-Michel de Saint-Michel.
- Chapelle Saint-Claude de la Villette.
- Chapelle Sainte-Anne des Marrons.
- Chapelle Sainte-Brigitte de Chaillolet.

## Personnalités liées à la commune
- Jean Faure, dit Faure du Serre, né en 1776, s'est retiré au Serre-Robinet, sur la commune de Saint-Michel-de-Chaillol, après une carrière préfectorale contrariée par ses convictions ultra-royalistes. Il a vécu 32 ans dans la commune, dont il a été le maire jusqu'en 1859[20],[21]. Il s'est fait connaître par ses pièces en vers, épiques ou héroï-comiques, inspirées par les événements dont il était le témoin[22]. Décédé le 17 mars 1863, à 87 ans, il est enterré au cimetière de Saint-Michel-de-Chaillol.
- Emmanuelle Claret, championne du monde 1996 de biathlon en individuel.